# El Moyepo
El Moyepo est la capitale de la paroisse civile de Macoruca de la municipalité de Colina de l'État de Falcón au Venezuela.